# Perspektive 50plus
Perspektive 50plus – Beschäftigungspakte für Ältere in den Regionen ist ein Programm des Bundesministeriums für Arbeit und Soziales, welches sich zur Aufgabe macht, die beruflichen Chancen älterer Menschen zu verbessern und sie wieder auf dem Arbeitsmarkt zu integrieren. Als Zielgruppe gelten langzeitarbeitslose Frauen und Männer zwischen 50 und 64 Jahren. Das Bundesprogramm wird regional eingesetzt und umfasst 77 Beschäftigungspakte, die jeweils auf die Potenziale der Regionen spezialisiert sind.

## Geschichte
Das Bundesprogramm wurde im September 2005 von der deutschen Bundesregierung der 16. Legislaturperiode, dem Kabinett Merkel I, auf den Weg gebracht. Der verantwortliche Bundesminister für Arbeit und Soziales war Franz Müntefering von der SPD. Die im Koalitionsvertrag „Gemeinsam für Deutschland. Mit Mut und Menschlichkeit“ festgelegte schrittweise Erhöhung des Renteneintrittsalters von 65 auf 67 Jahre war Ausgangspunkt für die Entwicklung des Bundesprogramms „Perspektive 50plus“.
Das Bundesprogramm wurde noch unter der Ägide des Bundeskanzlers Schröder vom damaligen Bundesminister für Wirtschaft und Arbeit Wolfgang Clement entwickelt und im Rahmen eines Teilnahmewettbewerbs mit allen Jobcentern (seinerzeit ARGEn, kommunale Träger wie auch Grundsicherungsstellen in getrennter Trägerschaft) ausgeschrieben. 58 der eingereichten Konzepte wurden mit jeweils 5 Millionen € „prämiert“ und konnten ihr Konzept ab November 2005 bis Ende 2007 umsetzen.

## Programmkodex
Um die qualitativen Ansprüche des Bundesprogramms transparent und für jeden zugänglich zu machen, wurde die Programmphilosophie in einem Kodex festgelegt. „Der Kodex spiegelt das Selbstverständnis der im Programm beteiligten Akteure, ihre Form der Zusammenarbeit sowie ihr Verhältnis zu den Projektteilnehmer/-innen wider.“
Grundsätze der Arbeit der regionalen Beschäftigungspakte
1. Wir sind „Unternehmensversteher“ und bieten den Unternehmen verlässliche Dienstleistungen an.
2. Wir fördern und fordern als „Kümmerer“ ältere Langzeitarbeitslose in ihren Stärken und Talenten durch Motivation, Aktivierung und Qualifizierung unter Berücksichtigung ihrer jeweiligen individuellen Ausgangslage.
3. Wir verstehen uns als Partner und arbeiten respektvoll und vertrauensvoll zusammen.
4. Wir gestalten und nutzen Netzwerke partnerschaftlich, verbindlich und effektiv.
5. Wir verstetigen regional entwickelte und an den Bedarf vor Ort angepasste Konzepte und verbessern innovative Ansätze durch den Erfahrungsaustausch mit anderen Regionen.

## Programmphasen
Das Bundesprogramm „Perspektive 50plus“ wurde im September 2005 auf den Weg gebracht und befindet sich aktuell in der dritten Programmphase.
1. Programmphase: 2005–2007
Kernziele: Verbesserung der Beschäftigungschancen älterer Langzeitarbeitsloser, Schaffung von regionalen Netzwerken, Einbindung aller relevanten Arbeitsmarktakteure, Ansprache von Unternehmen, um für das Thema Demografie zu sensibilisieren.
2. Programmphase: 2008–2010
Kernziele: Weiterentwicklung und Verstetigung der Modellprojekte in ein selbstverständliches Element der regionalen Arbeitsmarktpolitik; regionale Ausweitung des Bundesprogramms auf schließlich 349 beteiligte Grundsicherungsstellen im Jahr 2010, verbesserte Möglichkeiten zur Betreuung von älteren Langzeitarbeitslosen mit multiplen Vermittlungshemmnissen, insbesondere Schaffung von individuellen, intensiven und zeitlich längeren Unterstützungsangeboten; allein im Jahr 2010 Aktivierung von rund 190.000 und Integration in reguläre Beschäftigung von über 56.000 älteren Langzeitarbeitslosen.
3. Programmphase: 2011–2015
Kernziele: weitere regionale Ausweitung und möglichst bundesweite Umsetzung des Programms, 2011 beteiligten sich 421 und somit mehr als 95 Prozent aller Grundsicherungsstellen am Programm; Verstetigung erfolgreicher Ansätze mit Vorbereitung der Überführung als einem festen Bestandteil der aktiven Arbeitsmarktpolitik; Zielsetzung für das Jahr 2011: etwa 200.000 Aktivierungen und rund 65.000 Integrationen.

## Kampagnenjahr 2009
Um gezielter auf die Bedürfnisse der Langzeitarbeitslosen und der potentiellen Arbeitgeber eingehen zu können, wurde 2009 das Kampagnenjahr gestartet. Die Schwerpunktthemen sind: Gesundheit, Mobilität und Kompetenzen. Durch die gezielte Förderung dieser Themen soll im Vorfeld Komplikationen bei der Arbeitssuche entgegengewirkt werden.
Schwerpunktthema Gesundheit
In Kooperation mit Partnern aus dem Gesundheitssektor, wie Rentenversicherungsträgern, Krankenkassen, Ärzten, Apotheker- und Ernährungsverbänden, Programmen der Länder zur Gesundheitsförderung sowie regionalen Sportverbänden hat das Bundesprogramm ein Netzwerk geschaffen, durch welches sich die Langzeitarbeitslosen sowohl körperlich als auch geistig auf die bevorstehenden Schritte auf dem Arbeitsmarkt vorbereiten können. Die regional verschiedenen Modelle zur gesundheitlichen Förderung der Langzeitarbeitslosen funktionieren auf freiwilliger Basis. Die Kosten werden vom Bundesprogramm getragen.
Schwerpunktthema Kompetenzen
Die kombinierte Förderung fachlicher und sozialer Kompetenzen steht hier im Mittelpunkt. „Die Förderung fachlicher Potenziale steigert das Selbstwertgefühl jedes Einzelnen und trägt somit letztlich zum Ausbau sozialer Kompetenzen bei.“ Hierzu kooperiert das Bundesprogramm mit Partnern aus Politik und Wirtschaft sowie mit Gewerkschaften und Wohlfahrtsverbänden.
Schwerpunktthema Mobilität
Um die Anreise zu potentiellen Arbeitsplätzen gewährleisten zu können, setzt sich das Schwerpunktthema Mobilität gezielt mit den Reisebedürfnissen der Langzeitarbeitslosen auseinander. Hierbei stehen verbesserte Angebote der regionalen und lokalen ÖPNV-Unternehmen genauso im Fokus wie der sukzessive Abbau von Fahrängsten im Rahmen von Mobilitätstrainings. Auch die Organisation von Fahrgemeinschaften und das praktische Fahrverhalten ist hier Schwerpunkt. Sollten Langzeitarbeitslose in einem neuen räumlichen Umfeld Arbeit finden, wird auch der damit zusammenhängende Umzug mitorganisiert.

## Beschäftigungspakte
Am Bundesprogramms beteiligen sich 77 regionale Beschäftigungspakte, in denen sich 392 Grundsicherungsstellen (Jobcenter) engagieren (Stand: 2014)
mitnmang – Initiative für Arbeit 50plus
Mit einer Teilnehmerzahl von rund 40.000 zählt die norddeutsche Jobcenter-Initiative mitnmang (plattdeutsch für mitten im Leben) – Initiative für Arbeit 50plus zu einem der größten Pakte in Deutschland. Paktmitglieder sind die Regionen Hamburg, Lübeck sowie die Kreise Herzogtum Lauenburg, Segeberg, Stormarn und Plön.
Lagen die Integrationszahlen zu Beginn des Projektes noch bei 547 vermittelten Stellen, steigerten sich die Vermittlungszahlen nachfolgend konstant von Jahr zu Jahr und lagen 2013 bereits bei 2.912 vermittelten Personen der Generation 50plus. 2014 erreichte der Pakt mit insgesamt 3.328 vermittelten Personen einen neuen Höchststand.
Projektphasen
Der regionale Beschäftigungspakt „Initiative für Arbeit 50plus“ wurde einen Monat nach Gründung des Bundesprogramms „Perspektive 50 Plus“ im Oktober 2005 auf den Weg gebracht und befindet sich aktuell in der dritten Projektphase.
1. Projektphase: Oktober 2005 bis September 2007:
Erprobung innovativer Aktivierungs- und Integrationsansätze für die Zielgruppe 50plus. Das Jobcenter team.arbeit.hamburg beauftragt fünf Hamburger Träger zur intensiven Betreuung von Kunden für jeweils sechs Monate.
2. Projektphase: Januar 2008 bis Dezember 2010:
Pakterweiterung und Professionalisierung der neuen Aktivierungs- und Integrationsansätze für die die Zielgruppe 50plus.

2008: Aufnahme des Jobcenters Herzogtum Lauenburg mit einem weiteren Weiterbildungsträger; die Maßnahmedauer verlängerte sich auf neun Monate
2009: Gründung eines ersten mitnmang Arbeitsvermittler-Team im Jobcenter team.arbeit.hamburg, im Jobcenter Herzogtum Lauenburg wurden zwei Arbeitsvermittler eingesetzt.
2010: Erweiterung des mitnmang-Paktes um die Jobcenter Lübeck, Kreis Segeberg und Kreis Stormarn. In allen Jobcenter wurden mitnmang Arbeitsvermittler-Teams eingerichtet.
3. Projektphase: Januar 2011 bis Dezember 2015:
Pakterweiterung und Professionalisierung der neuen Aktivierungs- und Integrationsansätze für die die Zielgruppe 50plus.
2011: Beteiligung des Paktes an dem Sonderprojekt „Impuls für Ältere“, welches Menschen mit multiplen Vermittlungshemmnissen an den Arbeitsmarkt heranführt. Jobcenter team.arbeit.hamburg richtete ein weiteres Arbeitsvermittler-Team ein. Ein neuer Weiterbildungsträger wurde gefunden und die Maßnahmedauer erhöhte sich auf 12 Monate.
2012: Jobcenter Plön erweitert den Pakt. Die Jobcenter Lübeck und Hamburg setzen dezentrale Arbeitsvermittler an den Standorten ein. Zusätzlich wurden Koordinationsstellen als Schnittstelle zum Arbeitgeberservice und Arbeitgebern eingerichtet.
2013: Im Zuge des Projekt-Transfers ins Regelgeschäft beim Jobcenter team.arbeit.hamburg laufen die Maßnahmen beim inzwischen letzten Weiterbildungsträger aus und es wird ausschließlich auf das Bildungsträger-Portfolio des Jobcenters zurückgegriffen.
2014: Einrichtung zusätzlicher dezentraler Arbeitsvermittler im Jobcenter team.arbeit.hamburg
Ausgezeichnete Unternehmen mit Weitblick im Pakt mitnmang

2006: Iwan Budnikowsky GmbH & Co. KG

2007: ECE Projektmanagement G.m.b.H. & Co. KG.

2008: Universitätsklinikum Hamburg-Eppendorf

2009: KARO-Gebäudereinigungs GmbH

2010: MediaAnalyzer Software & Research GmbH

2012: Ehrenberg Kommunikation

2013: Friedrich Schütt + Sohn Baugesellschaft mbH & Co. KG.

2015: Hamburg: KÖR.TING Ingenieure GmbH

2015: Lübeck: Senator Senioreneinrichtungen Sonderpreis: Firma Bockholdt KG
50+ Aktiv

Der Pakt „50+ aktiv“ wurde 2006 gegründet und besteht aus sieben Partnern im Rheinland und in Westfalen. Zu diesen gehören das Jobcenter Soest, Bonn, Rhein-Sieg, Münster, Leverkusen, Rhein-Berg und Oberberg. Insgesamt werden rund 4.500 arbeitssuchende Menschen der Generation 50plus betreut. Seit Beginn des Projektes konnten knapp 13.000 Kunden wieder in den Arbeitsmarkt integriert werden.
Ausgezeichnete Unternehmen mit Weitblick im Pakt50+Aktiv

2006: ESJOT Antriebstechnik GmbH

2007: OHRMANN Montagetechnik GmbH

2008: Maritim Hotel Schnitterhof

2009: DSK Seniorenzentrum Bonn e. V.

2010: Friendly Cityhotel Oktopus GmbH

2014: Taxi Lang GmbH
50fit – der arbeitspakt für Silberfüchse

Der Kreis Kleve und das Jobcenter Kreis Viersen nehmen seit dem 1. Oktober 2005 mit dem Beschäftigungspakt „50fit – der arbeitspakt für Silberfüchse“ am Bundesprogramm teil. Als zusätzliche Unterstützung für über 50-jährige langzeitarbeitslose Menschen mit besonderen Schwierigkeiten beim Zugang zum Arbeitsmarkt hat der Kreis Kleve und das Jobcenter Kreis Viersen den Baustein „Impuls“ 2010 ins Leben gerufen. Dieser soll einen Impuls für Arbeitssuchende sein, für die der Arbeitsmarkt aus den verschiedensten Gründen in weite Ferne gerückt ist und die zunächst für sich wieder Stabilität aufbauen müssen.
Ausgezeichnete Unternehmen mit Weitblick im Pakt 50fit – der arbeitspakt für Silberfüchse

2006: Katjes Fassin GmbH & Co. KG

2007: Mühlhoff Umformtechnik GmbH

2008: JOMO GV-Partner Großhandel GmbH & Co. KG

2009: GOFA Gocher Fahrzeugbau GmbH

2010: Ev. Altenzentrum Oedt Träger: Rheinischen Gesellschaft für Innere Mission und Hilfswerk GmbH

2014: Nähr-Engel GmbH
50plus – Chancen für unsere Region

Seit dem 1. Januar 2011 nimmt das Jobcenter Wolfsburg in Kooperation mit den Jobcentern Gifhorn und Helmstedt mit dem Beschäftigungspakt „50plus – Chancen für unsere Region“ am Bundesprogramm teil.
Ausgezeichnete Unternehmen mit Weitblick im Pakt 50plus – Chancen für unsere Region

2014: GRG Services Berlin GmbH & Co. KG
50+KERNig

Der Beschäftigungspakt „50plus KERN-ig“ wurde im März 2011 ins Leben gerufen. Der Name basiert auf den Anfangsbuchstaben der kooperierenden Kreise und kreisfreien Städte Kiel, Neumünster und Rendsburg-Eckernförde. Der Pakt stellt den größten Arbeits- und Bildungsmarkt in Schleswig-Holstein dar und verfolgt das Ziel, jedes Jahr rund 1.100 arbeitssuchende Menschen der Generation 50plus wieder in den Arbeitsmarkt zu integrieren.
Ausgezeichnete Unternehmen mit Weitblick im Pakt50+KERNig

2014: Abfallwirtschaftsbetrieb Kiel, Eigenbetrieb der Stadt Kiel
Chance 50 plus – Leistung zählt!

Der Beschäftigungspakt „Chance 50 plus – Leistung zählt!“ wurde 2005 gegründet. Beteiligt sind die Stadt Offenbach (seit 2005), die Kreise Groß-Gerau (seit 2008), Wetterau (seit 2009), die Stadt Wiesbaden, der Hochtaunuskreis und der Kreis Gießen (seit 2010).
Von Januar 2006 bis einschließlich Dezember 2010 konnten über 4.800 langzeitarbeitslose Menschen 50plus neu in sozialversicherungspflichtige Beschäftigung vermittelt werden. Im Jahr 2014 waren es knapp 700, von denen 160 ein Alter von 58 oder höher hatten.
Ausgezeichnete Unternehmen mit Weitblick im Beschäftigungspakt Chance 50 plus – Leistung zählt

2014: ACTIVcatering für Kinder GmbH & Co KG

2010: CURATA Pflegeeinrichtungen Holding GmbH

2009: GfdE Diakoniewerk Elisabethhaus

2008: mafa objektdienst OHG, E.I.S. Electronics GmbH
Chance 50+ Aufwind für Ältere am Arbeitsmarkt in Bremen, in Bremerhaven und im Landkreis Cuxhaven
Der Beschäftigungspakt Chance 50+ wurde zum Start des Bundesprogrammes Perspektive 50 plus im Jahr 2005 gegründet. Am Pakt beteiligt sind Bremen (seit 2005), Bremerhaven (seit 2008) und der Landkreis Cuxhaven (seit 2010). Die Verantwortung und federführende Koordination des Programms Chance 50+ wird vom Jobcenter Bremen wahrgenommen.
Ausgezeichnete Unternehmen mit Weitblick im Beschäftigungspakt Chance 50+

2014: Raumwerkerei Bremerhaven gGmbH

2010: Hasch & Co. KG

2009: Castro Seafood

2007: Brunel GmbH

2006: TECHNOMAR GmbH
Zukunft braucht Erfahrung

Der Beschäftigungspakt „Zukunft braucht Erfahrung“ ist ein Gemeinschaftsprojekt von den Jobcentern der Landkreise Emsland, Grafschaft Bentheim, Osnabrück, Leer, Osterholz, Soltau-Fallingbostel, Heidekreis, den Kreisen Osnabrück und Steinfurt im Nordwesten der Bundesrepublik. Zwischen 2005 und 2011 wurden über 8.500 Personen über Maßnahmen des regionalen Beschäftigungspaktes aktiviert. In 2.517 Fällen gelang eine dauerhafte Reintegration in den ersten Arbeitsmarkt.
Ausgezeichnete Unternehmen mit Weitblick im Beschäftigungspakt Zukunft braucht Erfahrung

2006: Emsländische Service- und Beschäftigungsagentur

2007: Stegmann Personaldienstleistung GmbH & Co. KG

2008: EP Electronic Print GmbH Niederlassung Nordhorn

2010: Nordhorn-Optik GmbH

2014: KiKxxl GmbH

## Kritik
„Perspektive 50plus“ wird von Betroffenen und Politikern vorgeworfen, dass der Erfolg „ernüchternd“ sei. Aus der Antwort auf eine parlamentarische Anfrage der Grünen ergibt sich eine Vermittlungsquote von rund 30 Prozent. Laut den Oppositionsparteien zeigt dies „die Diskrepanz zwischen Sonntagsreden und tatsächlicher Einstellungspraxis der Arbeitgeberseite“ im Umgang mit älteren Arbeitslosen, während die Regierung diese Quote als einen Erfolg wertet.